# Calixto Ortega
Pour les articles homonymes, voir Ortega.
Calixto Ortega Matamoros (Lillo, 1811 - Madrid, 1860) est un graveur sur bois, peintre et illustrateur espagnol.
Il est l'oncle de Bernardo Rico y Ortega, également graveur et illustrateur espagnol.

## Biographie
Calixto Ortega Matamoros est né dans le village tolédan de Lillo en 1811.

Il étudie à l'Académie royale des beaux-arts de San Fernando.
En 1839, il s'installe à Paris pour se perfectionner dans l'art de la gravure. Il envoie cette même année des œuvres à l'Académie ainsi qu'au Semanario Pintoresco Español, dont une reproduction de Godofredo de Bouillon de Federico de Madrazo, à une époque où selon Manuel Ossorio y Bernard, la gravure sur bois était délaissée. Il rentre en Espagne, où il réalise autant de peintures que d'estampes, bien qu'il ait plus de succès pour ces dernières ; il dirige d'ailleurs plusieurs revues illustrées.
Il meurt à Madrid en 1860.

## Œuvre

### Œuvre peint
De son œuvre peint, Ossorio y Bernard trouve notables Vista topográfica de parte de Madrid, qui a figuré à l'Académie de San Fernando en 1836 ; une copie du tableau de Las Lanzas de Diego Vélasquez ; les portraits de Don José Zorrilla et d’una señora, présentés à l'Exposition de 1837 ; sa toile de Unos muchachos, exposée en 1838 au Liceo Artístico y Literario et acquise par Marie-Christine de Bourbon-Siciles ; son Cuadro de familia, une copie d'une œuvre de Horace Vernet représentant Michel-Ange et Raphaël devant le Pape Jules II, présentée à l'Exposition de 1840 ; une autre des Noces de Cana du Véronèse, exposée à celle de 1841 ; Santa Isabel danto limosna a los pobres, exposée à celle de 1843 ; Cervantes escribiendo la dedicatoria de Pérsiles y Sigismundo al conde de Lemus, présentée à l'Exposition du Liceo Artístico de 1846 ; Ulises reconocido por su nodriza, peint lors des sessions pratiques du même Liceo qui possédait donc cette œuvre ; et les portraits et scènes de genre qui ont été exposées lors des expositions de l'Académie San Fernando en 1847 et 1848.
En 1847, il réalise une copie d'une œuvre de Bartolomé Esteban Murillo, Santa Isabel de Hungría curando a los tiñosos. Le musée du Prado conserve le portrait qu'Ortega a fait en 1848 pour une commande de son directeur José de Madrazo, qui représente le roi Henri III de Castille et pour lequel il a dû voyager à Tolède pour obtenir le masque mortuaire du monarque enterré dans la cathédrale.

### Œuvre gravé

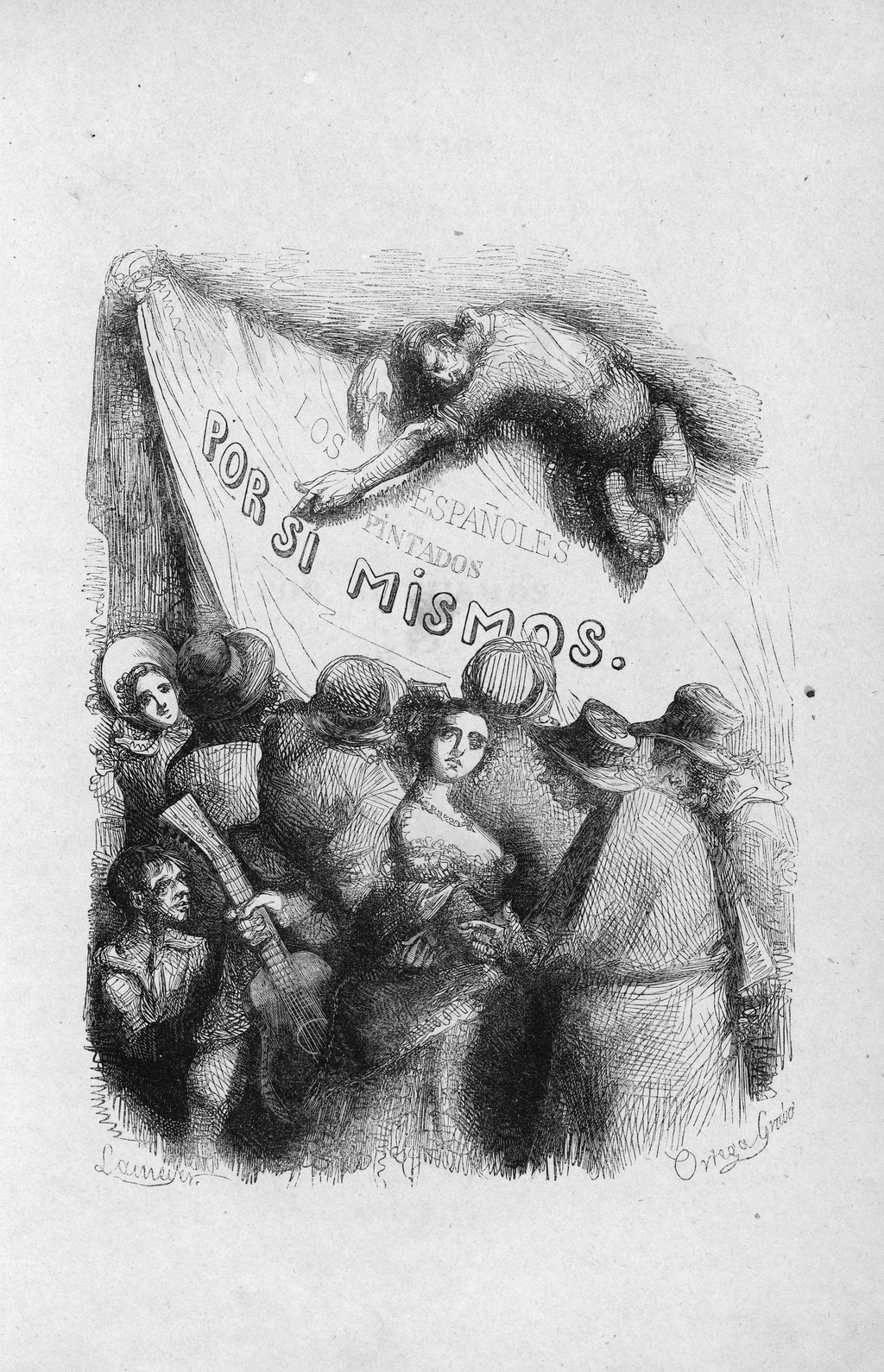
Frontispice de Los españoles pintados por sí mismos (1843).

Comme graveur, Ortega a réalisé un grand nombre de planches et vignettes pour journaux et revues tels que Museo de las Familias, Observatorio Pintoresco (es), El Renacimiento (es), Museo de los Niños, La Semana, Semanario Pintoresco Español, No me Olvides (es), La Ilustración, Álbum Pintoresco, El Artista (es) ou La Risa (es).
Il a aussi réalisé des estampes pour illustrer des œuvres telles que Galería regia, El panorama español, une édition de Gil Blas de 1840, Historia de Zumalacárregui, Doce españoles de brocha gorda, Rienzi ó el último tribuno, La España geográfica, Los misterios de París et Los españoles pintados por sí mismos,.